# Naháč

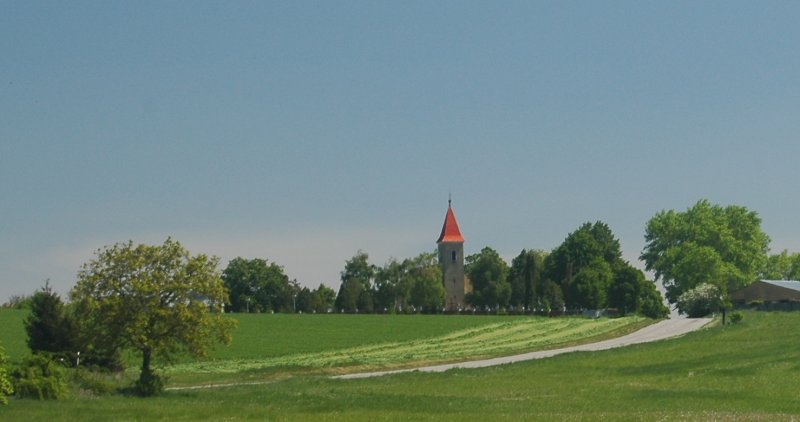
Naháč

Naháč (Hongaars: Nahács) is een Slowaakse gemeente in de regio Trnava, en maakt deel uit van het district Trnava.
Naháč telt 455 inwoners.